# Manduca florestan
Manduca florestan är en fjärilsart som beskrevs av Stoll 1780. Manduca florestan ingår i släktet Manduca och familjen svärmare. Inga underarter finns listade i Catalogue of Life.

## Bildgalleri

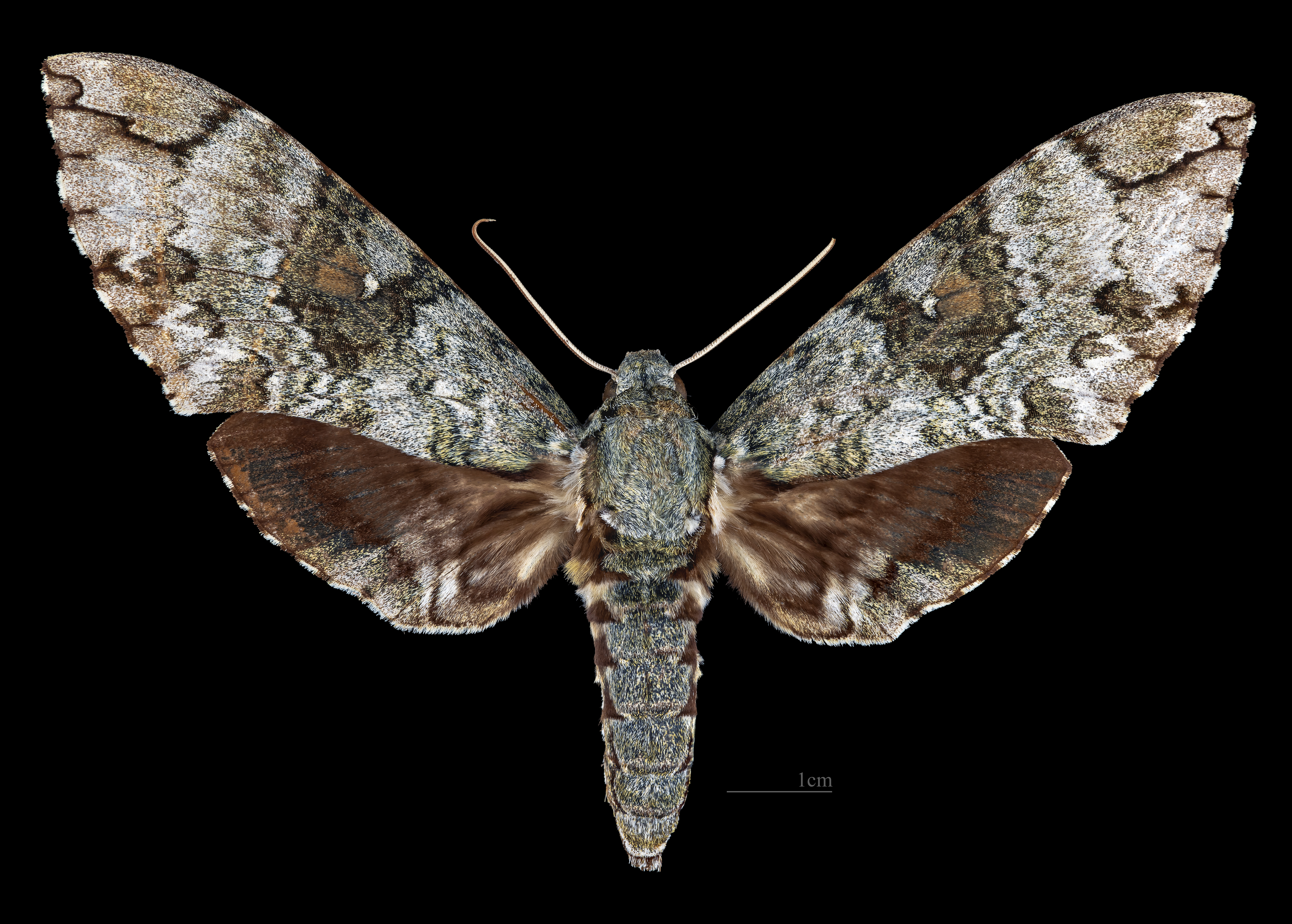
Manduca florestan ♀
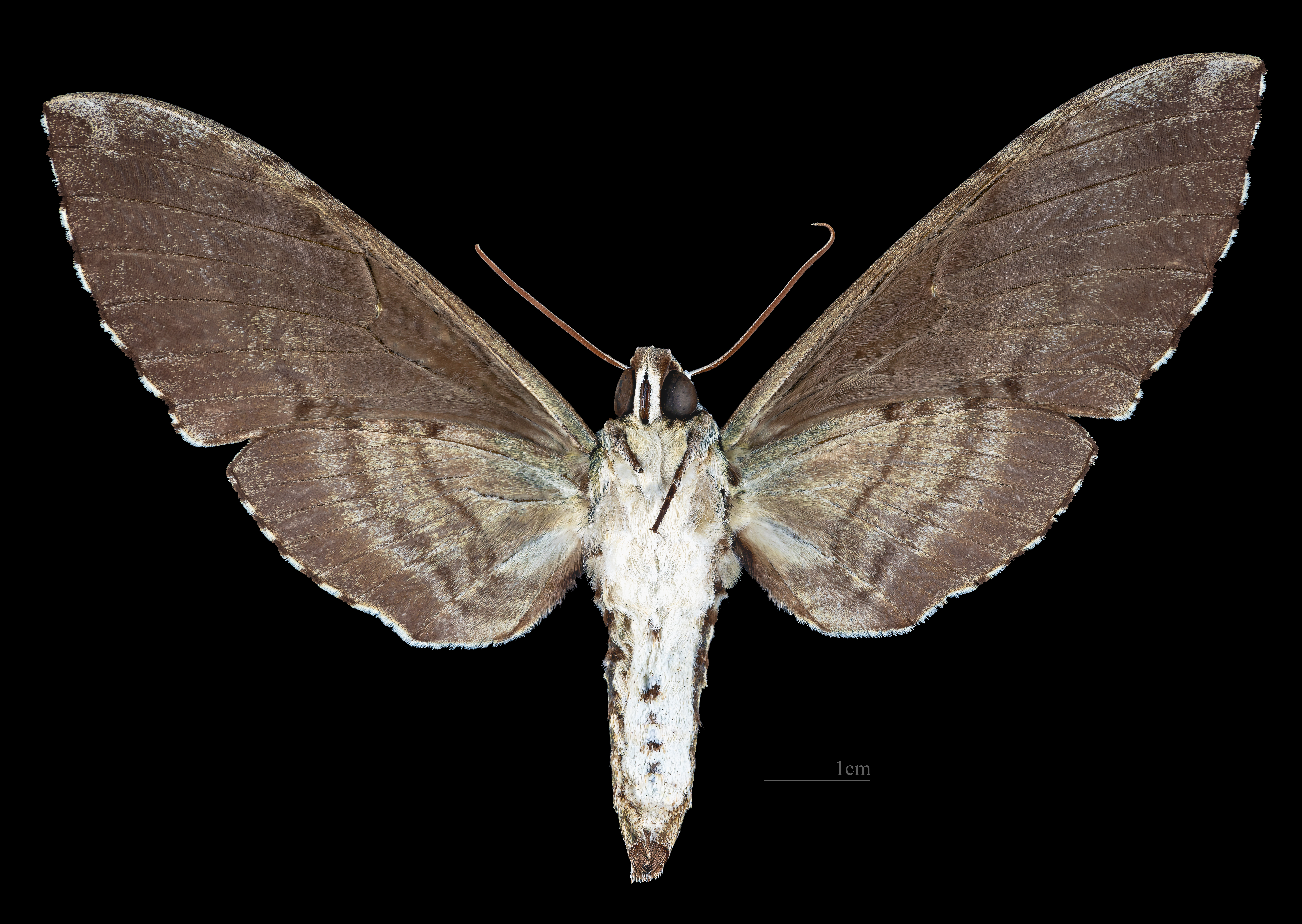
Manduca florestan ♀ △